# Флоридия
Флорѝдия (на италиански: Floridia, на сицилиански Ciuriddia, Чуридия) е град и община в южна Италия, провинция Сиракуза, автономен регион Сицилия. Разположен е на 111 m надморска височина. Населението на града е 22 938 души (към 2010 г.).